# Opisthoncus pallidulus
Opisthoncus pallidulus là một loài nhện trong họ Salticidae.
Loài này thuộc chi Opisthoncus. Opisthoncus pallidulus được Ludwig Carl Christian Koch miêu tả năm 1880.